# Ніхат Зарін
Ніхат Зарін (англ. Nikhat Zareen, тел. నిఖత్ జరీన్; 14 червня 1996) — індійська боксерка, дворазова чемпіонка світу.

## Аматорська кар'єра
На чемпіонаті світу з боксу серед юніорів (дівчат) 2011 в Туреччині виграла золоту медаль.
На молодіжному чемпіонаті світу серед жінок 2014 завоювала срібну медаль.

### Чемпіонат світу 2022
- В 1/16 фіналу перемогла Фатіму Еррера (Мексика) — 5-0
- В 1/8 фіналу перемогла Луцайхани Алтанцецег (Монголія) — 5-0
- В 1/4 фіналу перемогла Чарлі Девісон (Англія) — 5-0
- В 1/2 фіналу перемогла Кароліну де Алмейда (Бразилія) — 5-0
- У фіналі перемогла Ютамас Джитпонг (Таїланд) — 5-0

На Азійських іграх 2022 програла у півфіналі Чутамат Раксат (Таїланд) — 2-3.

### Чемпіонат світу 2023
- В 1/32 фіналу перемогла Анаханім Ісмаїлову (Азербайджан) — RSC
- В 1/16 фіналу перемогла Румайса Буалам (Алжир) — 5-0
- В 1/8 фіналу перемогла Фатіму Еррера (Мексика) — 5-0
- В 1/4 фіналу перемогла Чутамат Раксат (Таїланд) — 5-2
- В 1/2 фіналу перемогла Інгріт Валенсія (Колумбія) — 5-0
- У фіналі перемогла Нгуєн Тхі Там (В'єтнам) — 5-0